# Marve
Marve ou Merve (em turcomeno: Merw; em persa: مرو; romaniz.: Marv), anteriormente conhecida como Alexandria na Margiana e posteriormente Antioquia de Margiana (em grego clássico: Αντιόχεια η Μαργιανή; romaniz.: Antiócheia e Margiané), foi uma importante cidade-oásis na Ásia Central. Parte da histórica Rota da Seda, localizava-se próximo ao que é hoje Mary, no Turquemenistão. O sítio da antiga Marve foi declarado Patrimônio da Humanidade pela Unesco, em 1999. Era considerada uma das maiores cidades do mundo no século XII.